# رز چروکی
رز چروکی (نام علمی: Rosa laevigata) یکی از گونه‌های رز است که در جنوب جمهوری خلق چین، تایوان، جنوب لائوس و ویتنام می‌روید و از گونه‌های مهاجم در ایالات متحده آمریکا است. این گیاه در دوره ادو به ژاپن وارد شده است و اکنون بطور خودرو در کیوشو و شیکوکو می‌روید.